# Острова Ильдефонсо
Острова́ Ильдефо́нсо (исп. Islas Ildefonso) — архипелаг, административно относится к коммуне Кабо-де-Орнос, провинция Антарктика-Чилена, область Магальянес-и-ла-Антарктика-Чилена, Чили. Географически входит в состав архипелага Огненная Земля и находится в проливе Дрейка.

## География, описание
Геологически острова относятся к типу кекуров. Архипелаг состоит из девяти островов, расположенных двумя группами. Общая площадь — около 0,2 км². Ближайшая земля: острова Эрмит — в 96 километрах к востоку, острова Диего-Рамирес — в 93 километрах к юго-юго-востоку, остров Осте — в 27 километрах к северу (23 километра до ближайших скал, окружающих Осте). Острова Ильдефонсо вытянуты с северо-запада на юго-восток примерно на шесть километров. Крупнейший остров — южная скала, которая имеет размер 970 метров на 80—200 и таким образом занимает более половины общей площади архипелага.
Острова Ильдефонсо были открыты и названы испанским моряком и космографом Диего Рамиресом де Арельяно в 1619 году в ходе экспедиции Гарсии де Нодаля. Все острова архипелага крутые и скалистые, покрыты травой вида мятлик вееровидный.
На островах в больших количествах гнездятся хохлатые пингвины (до 86 000 пар) и чернобровые альбатросы (до 47 000 пар), в меньших количествах встречаются сероголовые альбатросы, Магеллановы пингвины, антарктические синеглазые бакланы и серые буревестники (данные 2007 года). В связи с этим международная организация по защите птиц BirdLife International объявила этот архипелаг ключевой орнитологической территорией, то есть, территорией, очень важной для обитания, размножения и сохранения популяции птиц.